# Alt de les Àguiles
L'Alt de les Àguiles o de les Àligues, és una tossal de 581 mestres que es troba la municipi de Ròtova, a la comarca de la Safor
Es el segon cim més alt de Ròtova. Està a uns 250 metre del tossal de l'Aigua (591,7 metres) amb el que fan de fites amb el terme de Llutxent. Forma part del sender PR-CV100 que es desenvolupa dins del terme de Ròtova, travessant diferents paratges naturals i monuments, serres, rius, etc, tots ells de gran interès paisatgístic i cultural així com la font de les Galeries.S'accedeix després de l'Alt del Picaio. Als peus de l'Alt de les Àguiles brolla la font dels Llibrells que dona origen al barranc dels Garrofers.